# Straß im Straßertale
Straß im Straßertale är en ort och kommun  i Österrike. Den ligger i distriktet Krems i förbundslandet Niederösterreich, 55 km nordväst om huvudstaden Wien. 
Kommunen består av fem orter (Ortschaften) (inom parentes invånarantal 1 januari 2024):
- Diendorf am Walde (19)
- Elsarn im Straßertal (205)
- Obernholz (55)
- Straß im Straßertale (1 414)
- Wiedendorf (91)